# Haltichellinae
Die Haltichellinae bilden eine Unterfamilie der Erzwespenfamilie Chalcididae. Die Haltichellinae gehen auf den US-amerikanischen Entomologen William Harris Ashmead zurück, der 1904 die Tribus Haltichellini einführte.

## Merkmale
Nach Cruard et al. (2020) lässt sich die Unterfamilie anhand folgender Apomorphien beschreiben. Die hinteren tentorialen Furchen sind kurz. Sie verbinden die hintere Fortsatzgrube mit der Tentoriumsbrücke. Die hypostomale Carina (Kiel) reicht über den postokkupitalen Seitenarm. Der postokkupitale Seitenarm berührt ventral die hypostomale Carina. Die Axilla weist einen abstehenden Zahn auf und befindet sich gegenüber der erhöhten Basis der Axillula. Die Axillula ist vorhanden und völlig abgegrenzt. Der Innenrand der Axillula bildet eine erhöhte Carina. Eine mesofurkale Grube befindet sich auf der mesotrochantinalen Platte. Zwischen den metakoxalen Foramina befindet sich eine mediane Furche. Die Innenseite der Metatibien weist eine Carina auf. Der Petiolus weist eine vollständige Lamina auf, ventral umgeben von petiolaren Foramen des Propodeum.
Die Belaspidiini weisen eine einzige Apomorphie auf: Abgrenzung des oberen Randes des Clypeus durch Veränderung der Skulptur sichtbar. Das Vorhandensein eines posteromedianen Fortsatzes auf dem Mesoscutellum könnte die Tribus ebenfalls definieren.
Die Haltichellini werden als Tribus nur durch eine Apomorphie unterstützt: die Verzierung des ventralen Gürtels des Prepectus, der einen scharfen medioventralen Zahn trägt. Mit den Tropimeridiini sind zwei homoplastische Eigenschaften gemein: Toruli, die durch weniger als ihren eigenen Durchmesser getrennt sind, oder bei Epitraninae: stark hervortretender, meist nicht gefurchter interantennaler Vorsprung (bei Neochalcis nicht vorhanden).
Die Hybothoracini werden als Gruppe durch folgenden Apomorphien gestützt: Prosternum mit vertikaler Lamina an der Grenze zwischen der ventralen und der hinteren Oberfläche. Vorhandensein eines Mittelfortsatzes (dentiform oder lamelliform) zwischen der Vorder- und Hinterfläche des Prosternums.
Die Notaspidiini weisen zwei charakteristische Apomorphien auf: ventraler Prepectusgürtel mit spitzem Mittelzahn. Seitenteil des Prepectus länger als hoch.
Die Tropimeridini weisen eine schwache Merkmalsausprägung auf. Das Propodeum ist mit kreisförmigem Spirakel, dessen Rand teilweise von einem Lappen verdeckt wird, der vom vorderen Ende der sublateralen Carina propodea gebildet wird.
Die Zavoyini weisen zwei charakteristische Merkmale auf: Das Vorhandensein von Stirnhörnern, was auch bei den Dirhininae beobachtet wird, aber möglicherweise nicht homolog ist. Die posteroventrale Verlängerung des Pronotums erstreckt sich ventral nicht über den Prepectus.

## Verbreitung
Die Unterfamilie besitzt eine kosmopolitische Verbreitung.

## Lebensweise
Die Haltichellinae sind Parasitoide. Zu den Wirten gehören hauptsächlich Schmetterlinge. Daneben werden Brackwespen und Schlupfwespen aus der Ordnung der Hautflügler parasitiert.

## Innere Systematik
Aufgrund molekularbiologischer Studien gliederten Cruard et al. (2020) die Haltichellinae in 6 Tribus. Im Rahmen der Studien wurden mehrere Synonymisierungen aufgehoben sowie mehrere noch unbeschriebene Gattungen erkannt.
Im Folgenden eine Auflistung der Tribus und Gattungen.
Belaspidiini
- Belaspidia Masi, 1916 – 8 Arten, Iran, Nearktis, Westpaläarktis

Haltichellini
- Allochalcis Kieffer, 1905 – 6 Arten, Australien, Madagaskar
- Anachalcis Steffan, 1951 – 2 Arten, Europa, Kleinasien
- Antrocephalus Kirby, 1883 – 125 Arten, Afrotropis, Australien, Orientalis, Nearktis, Paläarktis
- Aphasganophora Nikolskaya, 1952 – 3 Arten, Westpaläarktis
- Aspirrhina Kirby, 1883 – 7 Arten
- Chirocera Latreille, 1825 – 2 Arten
- Euchalcis Dufour, 1861 – 12 Arten
- Eurycentrus Cameron, 1907 – 2 Arten
- Haltichella Spinola, 1811 – 35 Arten
- Hastius Schmitz, 1946 – 1 Art (H. ochraceus), Afrotropis
- Hockeria Walker, 1834 – 98 Arten
- Kriechbaumerella Dalla Torre, 1897 – 25 Arten
- Neochalcis Kirby, 1883 – 11 Arten
- Neostomatoceras Girault, 1920 – 1 Art (N. chalcidiformis), Australien
- Oxycoryphe Kriechbaumer, 1894 – 16 Arten
- Rhynchochalcis Cameron, 1905 – 7 Arten
- Tanycoryphus Cameron, 1905 – 20 Arten
- Tanyotorthus Steffan, 1955 – 1 Art (T. giganteus), Afrotropis
- Trichoxenia Kirby, 1883 – 1 Art (T. cineraria), Australien
- Uga Girault, 1930 – 8 Arten
- Xyphorachidia Steffan, 1951 – 2 Arten, Orientalis, Senegal

Hybothoracini
- Bucekia Steffan, 1951 – 3 Arten
- Hybothorax Ratzeburg, 1844 – 2 Arten
- Indoinvreia Roy and Farooqi, 1984 – 2 Arten
- Invreia Masi, 1929 –
- Irichohalticella Cameron, 1912 – 9 Arten
- Lasiochalcidia Masi, 1929 – 23 Arten
- Nearretocera Girault, 1913 – 1 Art (N. johnstoni), Australasien
- Neohybothorax Nikolskaya, 1960 – 2 Arten
- Nipponochalcidia Habu, 1976 – 3 Arten
- Notaspidiella Boucek, 1988 – 5 Arten
- Parinvreia Steffan, 1951 –
- Peltochalcidia Steffan, 1948 –
- Proconura Dodd, 1915 – 33 Arten
- Psilochalcis Kieffer, 1905 – 58 Arten
- Schwarzella Ashmead, 1904 – 1 Art (S. arizonensis), Nearktis
- Solenochalcidia Steffan, 1951 – 1 Art (S. insolita), Naher Osten, Nordafrika
- Xenarretocera Girault, 1926 – 1 Art (X. superba), Australien

Notaspidiini
- Notaspidium Dalla Torre, 1897 – 18 Arten
- Steninvreia Boucek, 1988 – 5 Arten

Tropimeridini
- Tropimeris Steffan, 1948 – 3 Arten, Indien, Senegal

Zavoyini
- Zavoya Boucek, 1992 – 3 Arten, Neotropis

Weitere Gattungen, die den Halitchellinae zugeordnet werden, sind:
- Antrochalcis Kieffer, 1910 – 1 Art (A. pictipennis), Afrotropis
- Chalcitiscus† Ghesquière, 1946 – 1 Art (C. debilis), Oligozän, Aix-en-Provence
- Ecuada Boucek, 1992 – 1 Art (E. producta), Neotropis
- Eniacomorpha Girault, 1915 –
- Halsteadium Boucek, 1992 – 2 Arten, Neotropis
- Hayatiella Narendran, 1989 – 1 Art (H. aligarhensis), Indien
- Heydoniella Narendran, 2003 – 2 Arten, Orientalis
- Hontalia Cameron, 1884 –
- Neohaltichella Narendran, 1989 – 4 Arten, Indien, Philippinen
- Pareniaca Crawford, 1913 –
- Steffanisa Boucek, 1952 – 1 Art (S. rubrocincta), Algerien
- Sthulapada Narendran, 1989 – 3 Arten, Südostasien
- Tainaniella Masi, 1929 – 2 Arten, Orientalis
- Thresiaella Narendran, 1989 – 2 Arten, Philippinen